# Hyaluronidase
Een hyaluronidase is een enzym dat het molecuul hyaluron kan afbreken en eiwitopname bevordert. Het wordt vaak gebruikt in cosmetische klinieken om fillers op te lossen. Het een component in het gif van slangen, korsthagedissen en schorpioenen. Ook is het een virulentiefactor: het wordt ook geproduceerd door sommige micro-organismen om herkenning door het afweersysteem te bemoeilijken en om het pathogeen helpen te verspreiden.